# Teo Brkić
Teo Brkić (* 3. März 2000 in Pakrac) ist ein kroatischer Fußballspieler.

## Karriere
Brkić begann seine Karriere beim HNŠK Moslavina Kutina. 2016 wechselte er in die Jugend des NK Hrvatski dragovoljac. Im November 2018 debütierte er für die erste Mannschaft von Hrvatski dragovoljac in der 2. HNL, als er am 13. Spieltag der Saison 2018/19 gegen die Zweitmannschaft des NK Osijek in der 78. Minute für Tomislav Havojić eingewechselt wurde.
Im Februar 2019 wechselte er zum österreichischen Zweitligisten FC Juniors OÖ, bei dem er einen bis Dezember 2019 laufenden Vertrag erhielt. Sein Debüt in der 2. Liga gab er im selben Monat, als er am 16. Spieltag jener Saison gegen die Zweitmannschaft des FC Wacker Innsbruck in der Startelf stand. Bis Saisonende kam er zu zwei Einsätzen in der 2. Liga.
Im August 2019 kehrte er zu Hrvatski dragovoljac zurück.